# Vårspärgel
Vårspärgel (Spergula morisonii) är en nejlikväxtart som beskrevs av Alexandre Boreau. Enligt Catalogue of Life ingår Vårspärgel i släktet spärglar och familjen nejlikväxter, men enligt Dyntaxa är tillhörigheten istället släktet spärglar och familjen nejlikväxter. Arten är reproducerande i Sverige. Inga underarter finns listade i Catalogue of Life.
Vårspärgel är mycket lik åkerspärgel som den lätt kan förväxlas med.